# Playboy Playmate 1960-1969
La lista delle playmate apparse sulla pagina centrale (il cosiddetto centerfold) nelle edizione americana di Playboy dal 1960 al 1969.

## 1960
Playmate dell'anno: Ellen Stratton
| - gennaio : Stella Stevens - febbraio : Susie Scott - marzo : Sally Sarell - aprile : Linda Gamble | - maggio : Ginger Young - giugno : Delores Wells - luglio : Teddi Smith - agosto : Elaine Paul | - settembre : Ann Davis - ottobre : Kathy Douglas - novembre : Joni Mattis - dicembre : Carol Eden |

## 1961
Playmate dell'anno: Linda Gamble
| - gennaio : Connie Cooper - febbraio : Barbara Ann Lawford - marzo : Tonya Crews - aprile : Nancy Nielsen | - maggio : Susan Kelly - giugno : Heidi Becker - luglio : Sheralee Conners - agosto : Karen Thompson | - settembre : Christa Speck - ottobre : Jean Cannon - novembre : Dianne Danford - dicembre : Lynn Karrol |

## 1962
Playmate dell'anno: Christa Speck
| - gennaio : Merle Pertile - febbraio : Kari Knudsen - marzo : Pamela Anne Gordon - aprile : Roberta Lane | - maggio : Marya Carter - giugno : Merissa Mathes - luglio : Unne Terjesen - agosto : Jan Roberts | - settembre : Mickey Winters - ottobre : Laura Young - novembre : Avis Kimble - dicembre : June Cochran |

## 1963
Playmate dell'anno: June Cochran
| - gennaio : Judi Monterey - febbraio : Toni Ann Thomas - marzo : Adrienne Moreau - aprile : Sandra Settani | - maggio : Sharon Cintron - giugno : Connie Mason - luglio : Carrie Enwright - agosto : Phyllis Sherwood | - septembre : Victoria Valentino - octobre : Christine Williams - novembre : Terre Tucker - décembre : Donna Michelle |

## 1964
Playmate dell'anno: Donna Michelle
| - gennaio : Sharon Rogers - febbraio : Nancy Jo Hooper - marzo : Nancy Scott - aprile : Ashlyn Martin | - maggio : Terri Kimball - giugno : Lori Winston - luglio : Melba Ogle - agosto : China Lee | - settembre : Astrid Schulz - ottobre : Rosemarie Hillcrest - novembre : Kai Brendlinger - dicembre : Jo Collins |

## 1965
Playmate dell'anno: Jo Collins
| - gennaio : Sally Duberson - febbraio : Jessica St. George - marzo : Jennifer Jackson - aprile : Sue Williams | - maggio : Maria McBane - giugno : Hedy Scott - luglio : Gay Collier - agosto : Lannie Balcom | - settembre : Patti Reynolds - ottobre : Allison Parks - novembre : Pat Russo - dicembre : Dinah Willis |

## 1966
Playmate dell'anno: Allison Parks
| - gennaio : Judy Tyler - febbraio : Melinda Windsor - marzo : Priscilla Wright - aprile : Karla Conway | - maggio : Dolly Read - giugno : Kelly Burke - luglio : Tish Howard - agosto : Susan Denberg | - settembre : Dianne Chandler - ottobre : Linda Moon - novembre : Lisa Baker - dicembre : Susan Bernard |

## 1967
Playmate dell'anno: Lisa Baker
| - gennaio : Surrey Marshe - febbraio : Kim Farber - marzo : Fran Gerard - aprile : Gwen Wong | - maggio : Anne Randall - giugno : Joey Gibson - luglio : Heather Ryan - agosto : DeDe Lind | - settembre : Angela Dorian - ottobre : Reagan Wilson - novembre : Kaya Christian - dicembre : Lynn Winchell |

## 1968
Playmate dell'anno: Angela Dorian
| - gennaio : Connie Kreski - febbraio : Nancy Harwood - marzo : Michelle Hamilton - aprile : Gaye Rennie | - maggio : Elizabeth Jordan - giugno : Britt Fredriksen - luglio : Melodye Prentiss - agosto : Gale Olson | - settembre : Dru Hart - ottobre : Majken Haugedal - novembre : Paige Young - dicembre : Cynthia Myers |

## 1969
Playmate dell'anno: Connie Kreski
| - gennaio : Leslie Bianchini - febbraio : Lorrie Menconi - marzo : Kathy MacDonald - aprile : Lorna Hopper | - maggio : Sally Sheffield - giugno : Helena Antonaccio - luglio : Nancy McNeil - agosto : Debbie Hooper | - settembre : Shay Knuth - ottobre : Jeannie Bell - novembre : Claudia Jennings - dicembre : Gloria Root |